# Бойова частина

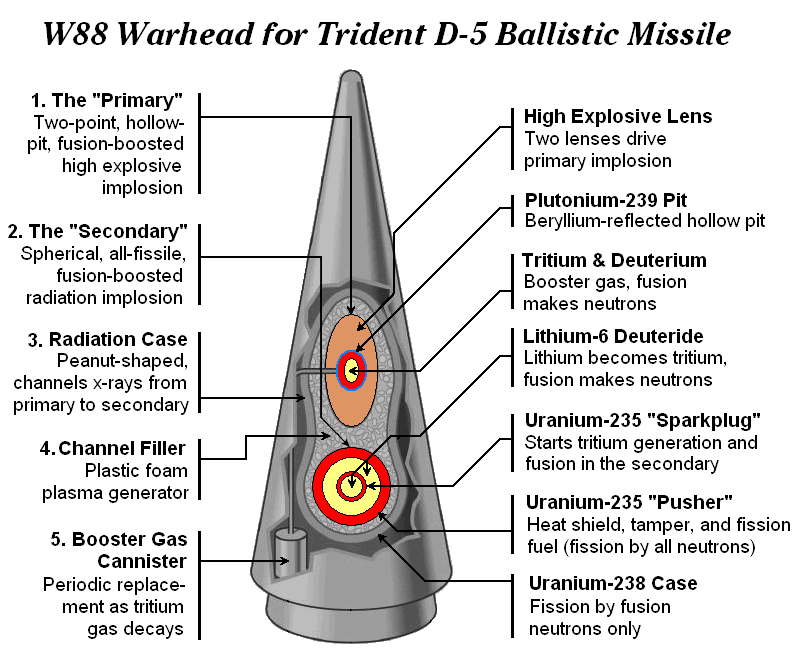
Бойова частина з ядерним зарядом американської балістичної ракети Трайдент D5. (англ.)

Бойова частина (головна частина, боєголовка) — частина боєприпасу (ракети, бомби або артилерійського снаряду), призначена для безпосереднього ураження цілі.

## Загальний опис
Конструктивно бойова частина складається з корпусу, заряду, детонатору з механізмом підриву, іноді містить пристрої наведення. Здебільшого, розміщується у головній частині боєприпасу, що й визначає її назву. Як заряд бойової частини може використовуватися вибухова речовина, ядерний, запальний або хімічний заряд.
Розрізняють суцільні (моноблочні) та поділені (багатозарядні) боєголовки. На ракетах малої дальності та калібру використовують моноблочні боєголовки з одним зарядом, найчастіше не відокремлювані від корпусу ракети.
На більшості балістичних і деяких крилатих ракетах моноблочні боєголовки відокремлюються від ракети та наводяться на ціль самостійно, що ускладнює їх виявлення та перехоплення.
У деяких протичовнових і протикорабельних ракет, боєголовки являють собою самонавідну торпеду, що запускається після падіння ракети в районі цілі. Така схема дозволяє доправляти торпеду на значно більші відстані, ніж при пострілі з торпедного апарата. Ряд ракет для ураження цілей на великій площі оснащені касетними боєголовками.

## Класифікація за типом вражального впливу

### Ударно-кінетична БЧ

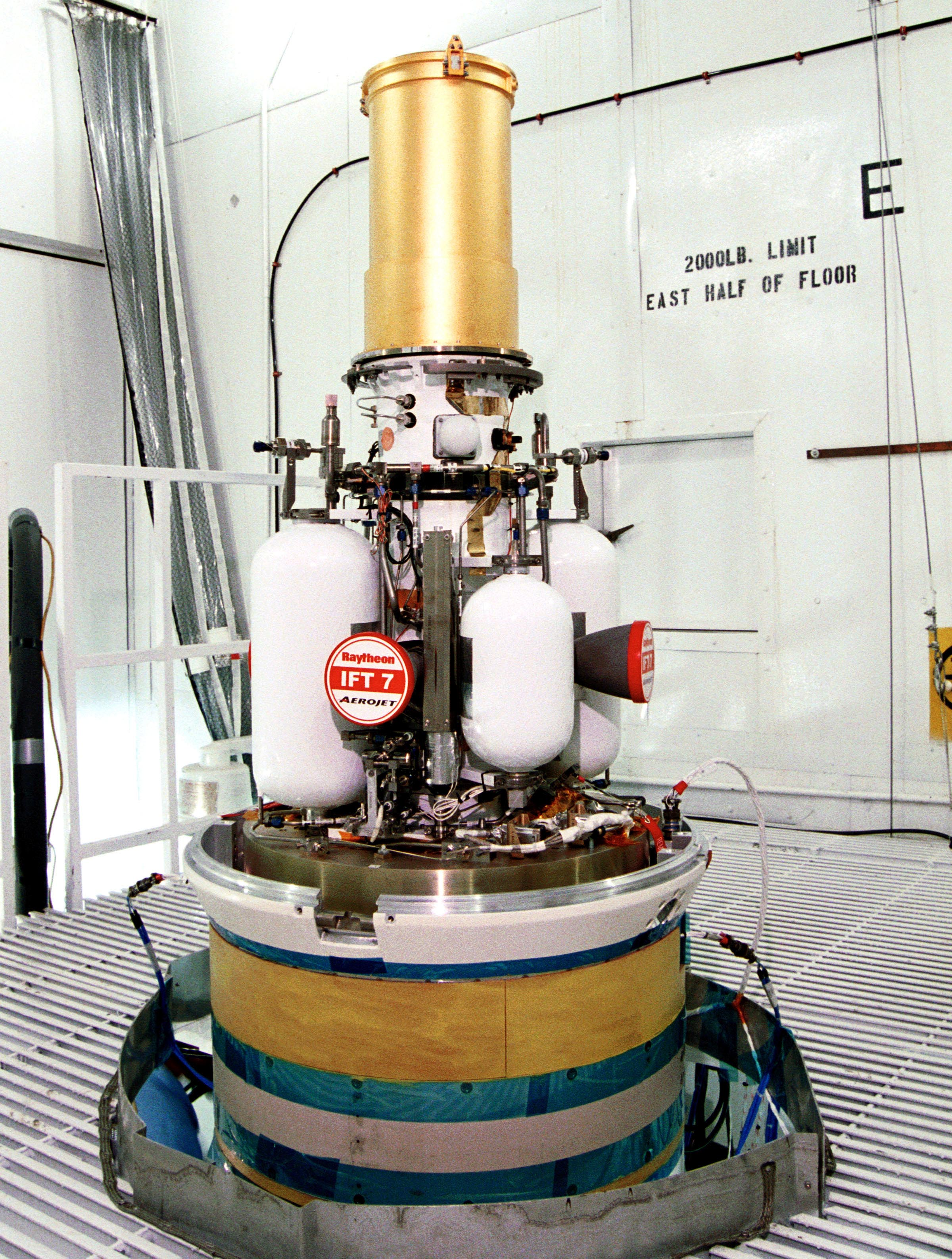
Кінетичний перехоплювач ракети GMD

Ударно-кінетичні бойові частини — клас бойових частин, основний спосіб дії яких заснований на прямому влучанні боєприпасів у ціль, з подальшим її руйнуванням. Призначені для ураження захищених броньованих цілей (бронетехніка, кораблі), супутників і ядерних боєголовок балістичних ракет. Подібні бойові частини поділяються на:
- бронебійні;
- кінетичного ураження.

#### Бронебійна БЧ
Бронебійна БЧ призначена для ураження цілей, захищених бронею. Пробиття броні в таких снарядах забезпечується винятково за рахунок твердого корпусу або сердечника снаряду, і його високої швидкості. Залежно від конструктивних особливостей такі снаряди можуть бути каліберними та підкаліберними (останні — з віддільним або з невіддільним піддоном), гостроголові й тупоголові, з балістичними наконечниками або без них, безкоморними (суцільними) і коморними — з бойовим зарядом у хвостовій частині ракети, що забезпечує додаткову до ударної заброньову дію (яка може бути осколковою, фугасною, запальною або поєднанням факторів).
Вкрай близькими за будовою до коморних бронебійних, є проникні та бетонобійні БЧ, у яких міцний корпус призначений для пробиття перешкоди, а основну руйнівну дію надає заряд високобризантної вибухової речовини у хвостовій частині корпуса.
Підкаліберна БЧ не має заряду вибухової речовини, її бронебійна дія зумовлена кінетичною енергією міцного снаряду високої щільності. Зазвичай використовуються сердечники з вольфраму та збідненого урану.
Представники боєприпасів:
- підкаліберні снаряди (ОБПС) / «Манго» 3БМ-44 · «Свинець» 3БМ-48 · «Лекало» 3БМ-44; М829А1 · М829А2 · М829А3 ; DM-33 · DM-43 · DM-53
- ракети  MGM-166, LOSAT/KEM

#### БЧ кінетичного ураження
Бойова частина, призначена для ураження високошвидкісних цілей типу балістичних ракет і супутників. Конструктивно являє собою кінетичний перехоплювач з системою самонаведення і двигунами керування. Основним уражальним чинником є висока кінетична енергія перехоплювача при прямому попаданні (зустрічні швидкості до 10 км/с). Крім перехоплювачів прямого влучання, існують бойові частини зонтичного типу (як на ракеті Петріот PAC-3). Принцип дії схожий з кінетичним перехопленням, але тут використовується бойова частина у вигляді скріплених в одній точці міцних стрижнів (як спиці парасольки), з якою і відбувається зіткнення цілі.
Представники боєприпасів:
 Петріот PAC-3 · THAAD · RIM-161 SM-3 · GMD

### Запалювальна БЧ
Запалювальні бойові частини, призначені для ураження живої сили супротивника, знищення його озброєння і військової техніки, запасів матеріальних засобів, а також для створення пожеж у районах бойових дій за рахунок згоряння заряду — запалювальної суміші. Уражальна дія — виділяється теплова енергія і токсичні продукти згоряння.
Розрізняють наступні сполуки запалювальних сумішей:
- на основі нафтопродуктів (напалмів). Температура горіння 1000—1200 °C
- металізовані запалювальні суміші (пірогелі) — з нафтопродуктів із добавками стружки магнію або алюмінію. Мають підвищену температуру горіння — 1600—1800 °C. У склад можуть додаватися окислювачі — тоді для підтримки горіння не потрібен кисень з повітря
- терміти і термітні сполуки. Складаються з металевих оксидів, металів і окислювача зі зв'язувальною речовиною. Найбільш поширені залізоалюмінієві термітні сполуки, з температурою горіння близько 3000 °C. Горять без доступу повітря
- білий фосфор і пластифікований білий фосфор. Температура горіння — 1200 °C. При горінні виділяється їдкий отруйний дим[1].

### Уламкова та Уламково-фугасна БЧ

Схема осколково-фугасного снаряда (рос.)

Осколкова (англ. fragmentation warhead) і осколково-фугасна (англ. blast fragmentation warhead) бойові частини, призначені для ураження цілей високошвидкісним потоком осколків, який формується при підриві заряду вибухової речовини. Осколки можуть бути природного та заданого дроблення, а також складатися з готових уражальних елементів (ГУЕ). Осколки рухаються із високою швидкістю (у разі використання ГУЕ — близько 2 км/с). Як видно з назви, в першому випадку при підриві оболонки заряду формуються осколки довільної форми. У другому випадку використовуються оболонки з попередньою насічкою (підпилами) для формування осколків заданої форми. Перший варіант характерний для снарядів і бомб. При використанні ГУЕ осколки виготовляються заздалегідь (як правило, з високоміцних металів) і поміщаються у заряд. Цей вид, як правило, застосовується як бойові частини ракет.
Осколково-фугасна бойова частина поєднує у собі два уражальних впливи — уламковий і фугасний. Оскільки в уламкових частинах для підриву завжди використовується вибухова речовина, будь-яка осколкова БЧ має фугасний вплив і може вважатися осколково-фугасною. Суворої загальноприйнятої методики поділу на осколкові та осколково-фугасні бойові частини немає. Одні й ті ж бойові частини в різній літературі можуть називатися як осколковими, так і осколково-фугасними. Як правило, всі вони називаються осколково-фугасними бойовими частинами.
Вони є одним з найбільш поширених типів бойових частин. Застосовуються для ураження практично всіх видів цілей, крім підводних, підземних і сильно броньованих цілей.
Недоліки:
- неможливість застосування проти підводних, підземних і сильно броньованих цілей,
- у силу відносно невеликої швидкості осколків — недостатня ефективність при використанні проти високошвидкісних цілей типу гіперзвукових крилатих і балістичних ракет.

Представники боєприпасів:
- ракети Повітря-повітря (П-П):  Р-37, Р-98, Р-4, Р-23, Р-40;
- ракети Земля-повітря (З-П):  9К317 «Бук-М2»

#### Осколково-фугасна БЧ з круговим полем розльоту осколків
Для збільшення щільності формованого поля осколків була розроблена схема осколкової частини з круговим полем розльоту осколків. Конструктивно БЧ являє собою оболонку з увігнутою твірною, на якій розміщені ГУЕ, і внутрішнім зарядом вибухової речовини. Підрив вибухової речовини здійснюється детонаторами, розміщеними на торцях заряду, або декількома осьовими детонаторами. В результаті підриву утворюється поле осколків типу «різальний диск». Цей тип БЧ є найбільш поширеним для ракет П-П і П-З, оскільки має високий коефіцієнт використання енергії вибухової речовини та забезпечує ураження цілі при будь-якій стороні промаху. Як правило, маса БЧ не перевищує 10 % маси ракети.
Залежно від кута розльоту осколків розрізняють вузькі та широкі поля (для формування широкого поля розльоту осколків використовуються оболонки циліндричної або бочкоподібної форми).
Переваги:
- велика щільність осколків порівняно зі звичайними осколковими БЧ.

Недоліки:
- створюваної щільності уламків недостатньо для ефективного ураження малорозмірних цілей типу балістичних і крилатих ракет[2].

#### Уламково-фугасна БЧ з осьовим полем розльоту скалок
Бойова частина даного типу сконструйована таким чином, що при підриві формується поле осколків, спрямоване уперед, за ходом руху засобу ураження.
Переваги:
- висока швидкість зустрічі ГУЕ і цілі (при використанні проти літальних апаратів на зустрічних курсах швидкості цілі та ГУЕ сумуються),
- висока щільність сформованого поля осколків.

Недоліки:
- необхідність високої точності наведення на ціль (малоефективні проти маневрових цілей),
- обмеження по кутах зустрічі з ціллю (фактично, тільки «лоб у лоб»),
- необхідність розташування БЧ у головній частині боєприпасів або скидання головних відсіків перед підривом[2].

#### Уламково-фугасна БЧ з направленим полем розльоту осколків
Різновид осколкової частини, в якій для збільшення щільності поля осколків основну масу осколків намагаються направити в обрану сторону (як правило в площині, нормальній до траєкторії). Це досягається за допомогою наступних методів:
- поворот снаряду перед підривом БЧ навколо повздовжної осі в бік цілі;
- поворот перед підривом БЧ навколо поздовжньої осі;
- багатоточкове ковзне ініціювання;
- вибухове деформування БЧ перед підривом;
- розкриття сегментованої БЧ у бік цілі.

У перших двох варіантах БЧ вже має спрямоване поле розльоту осколків. Перед підривом напрямок розльоту осколків БЧ орієнтується у бік цілі. У першому випадку повертається сам снаряд. У другому варіанті снаряд залишається у тому ж положенні, а повертається сама БЧ. Недоліками даних методів є ускладнення конструкції та невелика швидкодія, оскільки неможливо забезпечити миттєвий поворот.
При багатоточковому ініціюванні в заряді вибухової речовини радіально розташовуються кілька детонаторів. Підривається детонатор, найбільш віддалений від цілі. Цей метод має найбільшу швидкодію, але володіє істотним недоліком — невеликим перерозподілом потоку осколків.
У разі БЧ з вибуховим деформуванням, ГУЕ вмонтовані в оболонку з гуми або пластичної сталі. По твірним оболонки розташовані детонаційні подовжені заряди малої потужності. Після отримання направлення на ціль здійснюється детонація заряду, найближчого до цілі, а потім здійснюється її підрив основним детонатором з формуванням спрямованого потоку осколків.
У випадку сегментованої бойової частини, що розкривається, циліндричний заряд розбитий на кілька сегментів, як правило чотири квадранти. У момент підриву вони розкриваються у бік цілі, а потім підриваються. Недоліком є швидкодія, обмежена часом на розкриття БЧ. Через це подібна конструкція не отримала поширення.

#### Стрижнева БЧ
Стрижнева бойова частина (англ. high explosive continuous rod) призначена для ураження літальних апаратів. Уражальним елементом є стрижні квадратного або круглого перерізу. Стрижні можуть бути не пов'язані один з одним, або з'єднані (зварені) поперемінно верхніми або нижніми кінцями. При підриві вони розлітаються у сторони від напрямку польоту ракети, утворюючи при пов'язаних стрижнях суцільне кільце, а при не пов'язаних — переривчасте з перекриттям. Стрижні «перерізають» обшивку та силовий набір літального апарата, призводячи до миттєвого руйнування його конструкції.
Переваги:
- компактність, порівняно з осколковими або уламково-фугасними головними частинами;
- миттєве руйнування цілі в повітрі.

Недоліки:
- невисока швидкість розширення кільця (при її збільшенні кільце може бути передчасно зруйновано);
- невеликий радіус ураження (обмежений радіусом розкриття стрижневого кільця);
- недостатня різальна здатність стрижнів проти дії деяких міцних цілей[2].

Представники боєприпасів:
- ракети П-П:  Р-27, Р-60, Р-73;  AIM-7C/E/F, AIM-9D/G/H;
- ракети З-П:  «Стріла-10» (ракети 9М37 і 9М333), ЗРК Кортик (ракета 9М311К);  RIM-24 Tartar, RIM-66A Standard-1MR, RIM-67A Standard-1ER.

### Фугасна БЧ
Фугасна бойова частина являє собою тонкостінну оболонку, що містить усередині вибухову речовину. Уражальний вплив обумовлений фугасним і бризантним впливом — руйнівною силою газів вибухового заряду і виниклою в мить вибуху ударною хвилею. Переважно застосовуються для ураження живої сили противника і слабозахищених цілей. Радіус ураження порівняно невеликий (для бомби ФАБ-500 із зарядом ВР масою 223 кг радіус суцільного ураження 40 метрів). Найчастіше даний вид бойової частини застосовується у авіабомбах.
При підриві у воді фугасної БЧ утворюється ударна хвиля величезної руйнівної сили. Тому даний вид бойової частини став основним у торпедах, морських мінах і глибинних бомбах.
Представники боєприпасів:
- бомби:  ФАБ-50 · ФАБ-100 · ФАБ-250 · ФАБ-500 · ФАБ-1500 · ФАБ-5000;  Мк.81 · Мк.82 · Мк.83 · Мк.84
- торпеди:  УРЕТ-80 · УГСТ;  Mark-48

### Кумулятивна БЧ

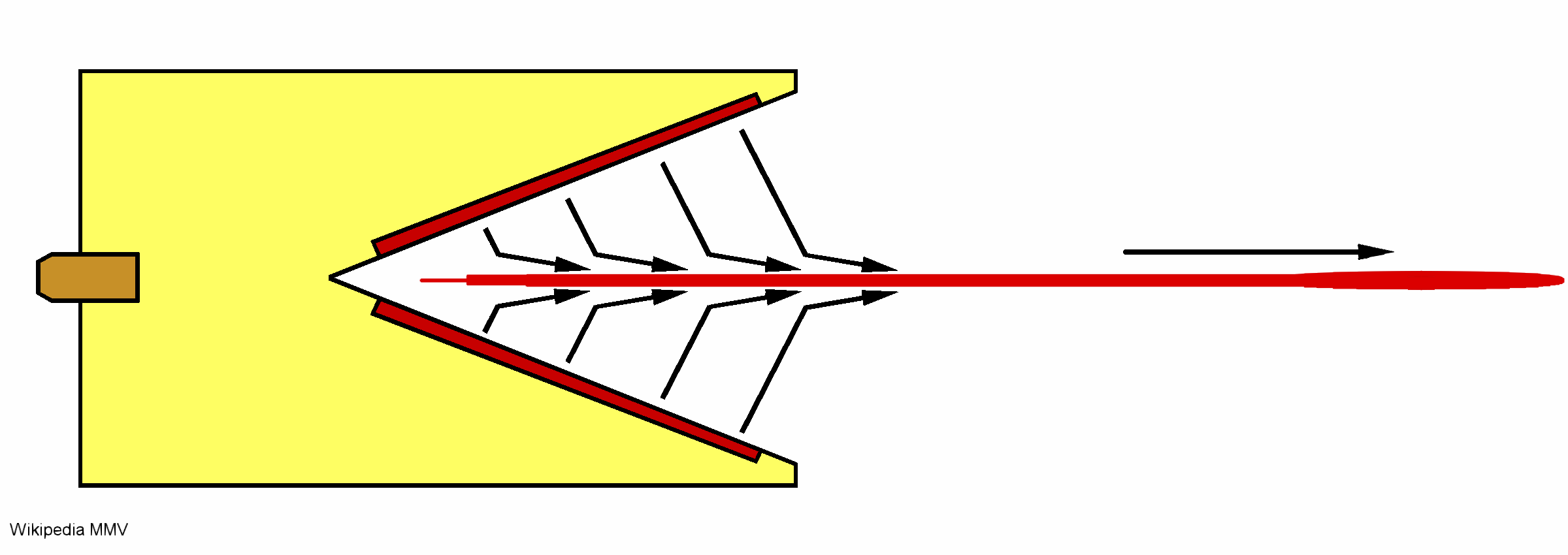
Кумулятивний ефект

(англ. Shaped charge warhead). Бойова частина, основна уражальна дія якої базується на кумулятивному ефекті. При вибуху утворюється струмінь металу або ударне ядро, яке з високою швидкістю (до 10 км/с) спрямовується у бік цілі. Застосовується для ураження захищених бронею або бетоном цілей (танки, ДОТи). Кумулятивний струмінь, продавлюючи перешкоду, проникає усередину та створює за перешкодою зону підвищеного тиску й температури, уражаючи живу силу та обладнання.
Переваги:
- дозволяє при малій вазі бойової частини пробивати велику товщину перепони.

Недоліки:
- уражальні фактори кумулятивного струменя дуже залежать від кута зустрічі боєприпасів із ціллю (при кутах зустрічі, що відрізняються більше ніж на 30 градусів від нормалі, можливе відбиття струменю від перешкоди);
- при утворенні струменю не допускається обертання боєприпасів навколо осі;
- застосування можливе тільки по цілях з обмеженим внутрішнім об'ємом за перешкодою (бронетехніка і ДОТи). У разі великого обсягу простору, за перешкодою уражальна дія майже відсутня. Через це, проти цілей типу кораблів не використовується.

Представники боєприпасів:
- ПТРК:  «Малютка» · 2К8 «Фаланга»;  BGM-71 TOW
- П-З:  Maverick AGM-65A/B/D·

### Тандемна кумулятивна БЧ
Кумулятивна бойова частина стала дуже ефективним засобом ураження броньованої техніки. Однак, по-перше, у неї був один суттєвий недолік: бронебійність суттєво залежала від довжини формованого струменю металу, а він, своєю чергою, від діаметра заряду. Практично величини бронебійності лежать у межах 1,5-4 діаметри заряду. Тому бронебійність одним кумулятивним зарядом, здебільшого, не перевищує 500—600 мм броні. По-друге, відразу почалися пошуки захисту від кумулятивних зарядів.
Основними способами захисту, стали поєднане бронювання та динамічний захист. У першому випадку, броня являє собою дві броньових плити з розташованим усередині жароміцним матеріалом. Відбувається збурення кумулятивного струменя на більшій відстані від основної броні, й струмінь гаситься при зіткненні з верхніми шарами. Тим самим ніби збільшується ефективна товщина броні (понад 500 мм). Основний принцип динамічного захисту — руйнування кумулятивного струменю відстрілюваною металевою пластиною.
Тому для протидії такому захисту та збільшення бронебійності, була вигадана подвійна кумулятивна частина. Фактично, це дві, розташовані одна за одною, звичайні кумулятивні бойові частини. Відбувається послідовне утворення двох кумулятивних струменів, тим самим збільшується бронебійність. Зменшується потрібний діаметр заряду та компенсуються зусилля з пасивного збільшенню товщини броні (бронебійність тандемної бойової частиною досягає 1200—1500 мм). У разі динамічного захисту відбувається руйнування і ослаблення першого кумулятивного струменя, а другий не втрачає своєї руйнівної здатності.
Деякі представники боєприпасів:
- Рефлекс (ПТРК) · 9М120 Атака-В;  BGM-71D/F TOW-2 · AGM-114F/K/L Hellfire · FGM-148 Javelin.

### Ядерна БЧ
Під ядерною бойовою частиною розуміють бойову частину з використанням ядерного заряду. При цьому маються на увазі заряди всіх типів: атомний (з використанням урану та плутонію), термоядерний і їх похідні (нейтронний, рентгенівський заряд). Основними уражальними чинниками ядерних боєзарядів є ударна хвиля, світлове випромінювання, іонізаційна радіація, електромагнітний імпульс і радіоактивне зараження. Ці БЧ володіють найпотужнішим руйнівним впливом і є зброєю масового знищення. Величезним недоліком є радіоактивне зараження, через це ядерна зброя, на даний момент, розглядається у рамках доктрини ядерного стримування.
Можуть застосовуватися проти цілей різних типів, тому розроблялися для ракет різних класів (У США та Росії ракети середньої дальності на даний час не стоять на озброєнні). У силу вищезазначених причин на сьогодні застосування ядерних БЧ обмежене стратегічними ядерними силами (боєголовки малої або змінної потужності можуть застосовуватися і проти тактичних цілей). Боєголовки МБР/БРПЧ мають швидкість до першої космічної (близько 6,8 км/с) у космосі, траєкторія балістична, але при вході в щільні шари атмосфери такі об'єкти значно гальмуються і на висотах 10-20 км падають зі швидкістю близько 300 м/с.
Представники боєприпасів:
- МБР:  УР-100Н · МР УР-100 · Р-36М · РТ-23УТТХ РС-24;  LGM-25C Titan II · LGM-30G Minuteman-III · LGM-118A Peacekeeper (MX)
- БРПЧ:  Р-39 · Р-29РМ · Р-29РМУ2 · Р-30 Булава;  UGM73A Посейдон C3 · UGM-96A Трайдент I С4 · UGM-133A Трайдент II (D5)
- КР:  AGM-69 SRAM · AGM-86 ALCM · RGM/UGM-109A Tomahawk · AGM-129 ACM;
- Тактичні БР:  PGM-11 Redstone · MGM-29 Sergeant · MGM-31 Першинг-1 · MGM-52 Lance
- П-П, П-З та З-З:  RIM-8 Talos · CIM-10 Bomarc · MIM-14 Nike-Hercules · AIM-26 Falcon · UUM-44 Subroc · AGM-48 Skybolt · LIM-49 Nike Zeus/Spartan · AGM-62 Walleye

### Об'ємного вибуху (термобарична БЧ)
Володіє одним із найбільш руйнівних не ядерних уражальних ефектів. Основна уражальна дія виникає при утворенні ударної хвилі від підриву попередньо сформованої аерозольної хмари (подібно до вибуху побутового газу). Сила ударної хвилі, що виникає, у 5-8 разів перевищує таку у звичайної вибухівки.
Основна схема роботи проста. Засіб ураження спускається на парашуті. На висоті близько 10 метрів за допомогою вишибного заряду проводиться розпилення рідкої ВР. Потім, за допомогою детонатора, відбувається підрив сформованої паливо-повітряної суміші.
Незважаючи на колосальні переваги, дані БЧ володіють низкою істотних недоліків:
- через обмеження у часі та умовах спрацьовування, його важко використовувати по швидкісним мобільним цілям (рухомі автомобілі та бронетехніка, літальні апарати);
- обмеженість уражальної дії ударної хвилі по сильно захищеним цілям (як і фугасна БЧ застосовується в основному для ураження живої сили та слабо захищених цілей);
- низька бризантна дія — так як при вибуху відбувається не детонація, а горіння, об'єкти не руйнуються, а відкидаються;
- для горіння потрібен зовнішній окислювач — повітря. Тому використання боєприпасів об'ємного вибуху неможливе у воді, безповітряному просторі та ґрунті;
- піддається надмірному впливу погодних факторів. При дощі та сильному вітрі паливо-повітряна хмара розсіюється, що зменшує силу вибуху;
- у силу специфічності конструкції неможливе та недоцільне створення боєприпасів об'ємного вибуху малих калібрів[1].

### Касетна бойова частина

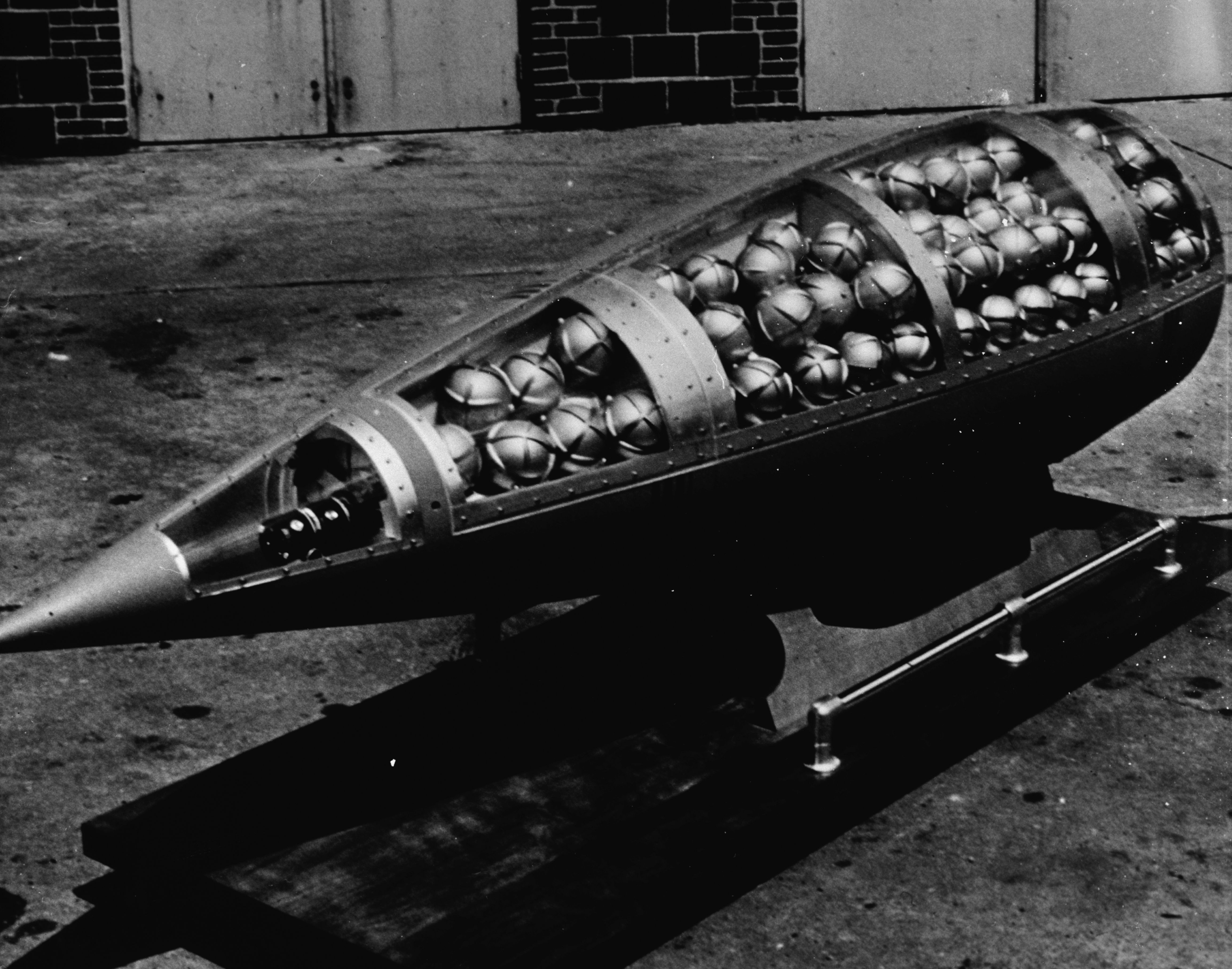
Головна частина ракети MGR-1, наповнена контейнерами з зарином

Ця бойова частина являє собою контейнер, споряджений більш дрібними боєприпасами (касетні бойові елементи, так звані «суббоєприпаси») різних типів (в основному осколкові). Маса одного суббоєприпасу, зазвичай, не перевищує 10 кг.
З касети вони розкидаються вибивним або розривним зарядом, запалюваним (вибуховим) дистанційним підривником на певній висоті від цілі; у нескидуваній бомбовій касеті — відстрілюються піропатроном.
Представники боєприпасів:
- Ракети З-З:  Точка · Іскандер;  MGM-52 «Ланс»
- Ракети П-З:  AGM-12E Bullpup

### Хімічна бойова частина
Хімічна БЧ містить, як заряд, токсичну отруйну речовину. Основний вплив цієї БЧ заснований на уражальних факторах хімічної зброї, що впливають на живу силу та природне оточення.

### Комбіновані

#### Фугасно-кумулятивна БЧ
Бойова частина, що поєднує у собі два типи уражальної дії — фугасний і кумулятивний. Заряд такого типу застосовується на протикорабельних ракетах, призначених для ураження двох типів цілей — кораблів і площинних цілей. Велика маса бойової частини (500—1000 кг) забезпечує потужний фугасний вплив.
Представники боєприпасів:
- П-З:  КС-10С · Х-15С · Х-22
- З-З:  П-15 · П-6 · П-35 · П-70 Аметист

#### Уламково-кумулятивна БЧ
Комбінує у собі два типи впливу — осколковий і кумулятивний. Буває декількох типів. До першого типу відносяться заряди з кумулятивними виїмками для формування ударних ядер — мультикумулятивні БЧ. Конструктивно представляють собою циліндр з виїмками на бічній поверхні. Застосовуються, як і осколкові бойові частини, для ураження живої сили, легкої бронетехніки та літальних апаратів. До другого типу відносяться об'єднані частини, що мають два варіанти підриву — для формування кумулятивного струменю або осколкового впливу. Конструкція бойової частини являє собою заряд вибухової речовини у вигляді циліндра з конічною облицьованою виїмкою на одному з торців. На іншому торці розташовано детонатор. Усередині заряду розташований ще один детонатор і ГУЕ. При підриві торцевого детонатора виходить кумулятивна бойова частина. При підриві центрального детонатора та поширенні ГУЕ ефект виходить, як від осколково-фугасної БЧ. Застосовуються у тому випадку, коли необхідне ураження двох типів цілей — бронетехніки та літальних апаратів. Існують варіанти з одночасним спрацьовуванням кумулятивного та осколкового боєприпасу. Цей варіант застосовується у основному для некерованих боєприпасів (НКР, суббоєприпаси снарядів і ракет з касетною бойовою частиною).
Представники боєприпасів:
- мультикумулятивні:  ПЗРК Стріла 2[9] / ракета ЗРК «Роланд»
- два варіанти підриву:  НКРС С-8 · ПТРК 9К121 «Вихор»;  снаряд М712 Копперхед;  ракета комплексу ADATS

#### Проникна БЧ
Вид бойових частин, які призначені для підриву цілей захищених бронею, бетоном або шаром ґрунту. Конструктивно являють собою міцний корпус, з розміщеним усередині зарядом (фугасним або осколково-фугасним). При зіткненні з перешкодою, завдяки міцному корпусу, заряд пробиває перешкоду і вибухає за нею. Основними цілями є кораблі та поглиблені бункери й бомбосховища. В залежності від типу цілей розрізняють наступні типи бойових частин:
- Напівбронебійна БЧ — Призначена для ураження кораблів.
- БЧ — пенетратор — призначена для ураження бункерів.
- бетонобійна бомба — парашутна вільнопадаюча (некерована) бомба з реактивним прискоренням на кінцевому етапі траєкторії, призначена для ефективного руйнування бетонних ЗПС і залізобетонних укриттів.

Представники боєприпасів:
- Напівбронебійна БЧ: ПКР  3М-80 «Москіт» · П-500 «Базальт» · П-700 Граніт · П-1000 Вулкан;  A/U/RGM-84A/B/C/D · BGM-109C Томагавк;  ММ-38/SM-39/АМ-39/ММ-40
- БЧ — пенетратор: КБ GBU-28 · GBU-37; КР AGM-86D (CALCM Block II)

## Класифікація головних частин балістичних ракет
Балістична ракета є засобом доставки до цілі бойових частин різних типів: ядерного, касетного, осколково-фугасного, хімічного або біологічного. Ці бойові частини розміщуються у головній частині ракети. В залежності від кількості бойових частин, що доставляються і способу їх стикування з ракетою, розрізняють такі головні частини:

### Невід'єднувана головна частина
На перших одноступеневих балістичних ракетах (Фау-2 та її клони) головна частина не відокремлювалася від ракети. Тому на ціль разом з БЧ падала й сама ракета. Дана схема, в силу простоти конструкції, часто застосовується на сучасних балістичних ракетах малої дальності.
Переваги:
- простота конструкції;
- наявність на ракеті аеродинамічного керма дозволяє на кінцевій ділянці здійснювати керований політ.

Недоліки:
- на атмосферній ділянці ракета схильна до зносу. Через це знижується точність влучання або виникає необхідність керувати польотом ракети на кінцевій ділянці траєкторії;
- при наявності ПРО великий корпус ракети являє собою зручну мішень.

Представники боєприпасів:
- Фау-2
- Р-11 (Скад) · Точка · Іскандер

### Відокремлювана головна частина
Даний тип головної частини відокремлюється від ракети в кінці активної ділянки. Відокремлення відбувається за допомогою піроболтів або спеціальних подовжених підривних зарядів. У склад головної частини входять система управління і наведення, і бойова частина у вигляді так званого блоку.

#### Бойовий блок
(англ. RV - re-entry vehicle)
Бойовий блок (ББ) є відокремлюваним у польоті складовим елементом головної частини балістичної ракети та призначений для доправлення бойової частини (БЧ) до цілі. Складається з корпусу, БЧ і систем, що забезпечують функціонування бойового блоку при пуску ракети, під час польоту у складі головної частини та після відділення від неї при автономному польоті й підрив БЧ в заданій точці траєкторії.
У ББ головних частин стратегічних ракет, як правило, використовується БЧ з термоядерним зарядом. Корпус ББ визначає його аеродинамічну форму і призначений для розміщення і захисту від зовнішніх впливів у ході зберігання і бойового застосування ББ; складається з силової конструкції, теплозахисного (як правило абляційного) або багатофункціонального покриття, а також пристроїв, що забезпечують необхідний склад газового середовища в корпусі бойового блоку. Силова конструкція ББ сприймає основну частину механічних навантажень, діючих на ББ при наземній експлуатації та бойовому застосуванні; складається із силової оболонки, шпангоутів та інших підкріплювальних елементів, днища тощо.
Класифікуються бойові блоки за типом бойової частини (ядерного, звичайного та інших видів спорядження), по керованості при автономному польоті (некеровані та керовані ББ). Також виділяють спеціальні бойові блоки — призначені для вирішення спеціальних завдань, наприклад:
- проникний ББ
- ББ, призначений для ураження РЛС системи ПРО (наводяться на РЛС за її випромінюванням)
- ББ з підвищеною стійкістю до дії засобів ураження
- ББ космічного базування

Згідно з договором СНО-2 «бойовий блок» називається «боєголовкою».

#### Маневровий бойовий блок
(англ. MaRV - maneuverable re-entry vehicle)
У ряді випадків, для підвищення точності та при необхідності подолання ПРО, роблять маневрові бойові блоки. На кінцевій (як правило, вже атмосферній) ділянці польоту такий бойовий блок здатний маневрувати, відхиляючись від балістичної траєкторії. Для можливості здійснення маневру бойовий блок додатково комплектується органами управління і власною системою управління. Відхилення бойового блоку здійснюється за рахунок застосування двигунів поперечного управління або засобів аеродинамічного керування — рулів, біконічного корпусу, здатного згинатися тощо. Для підвищення точності в маневруючому бойовому блоці може використовуватися система самонаведення. Великого розвитку дані блоки не отримали, так як їх виробництво та розробка були зупинені у зв'язку з набранням чинності договорів по обмеженню озброєнь, припинення холодної війни та розпадом СРСР. У зв'язку з відновленням США робіт з ПРО офіційні особи РФ заявили про проведення робіт у даному напрямку. Зокрема заявлялося, що такими блоками будуть оснащені ракети Булава та РС-24.

#### Гібридний маневруючий бойовий блок (з аеродинамічним носієм)
(англ. MaRV with HSCM - maneuverable re-entry vehicle with hypersonic cruise missile)
У 2005—2008 роках керівництво Росії заявляло про наявність у МБР Тополь-М маневруючої боєголовки, здатної долати перспективні системи ПРО. Зокрема, у статті «Непередбачувана зброя генерала Балуєвського»[недоступне посилання з лютого 2019] припускається, що для МБР Тополь-М, яка має великий запас об'єму та закидуваної маси порівняно з одиничним бойовим блоком індивідуального наведення, функції маневруючого бойового блоку виконує гіперзвукова крилата ракета, тобто МБР закидає КР в район цілі, для подальшої її атаки, по складному для перехоплення маловисотному профілю. Причому крилата ракета виходить з-під обтічника МБР після зниження швидкості до аеродинамічно прийнятних величин. Така гібридна схема, безумовно, підходить для реалізації відповідно-зустрічного удару по стратегії неприйнятних збитків із одиничним потужним ядерним боєзарядом, для удару по критичному об'єкту або стратегічно важливому населеному пункту. Однак, для стратегії упереджувального (по стратегічних силах ядерної тріади та розгорнутим з'єднанням ВС, згідно сценаріїв Major Attack Option [Архівовано 13 вересня 2014 у Wayback Machine.]-1, 2) або відповідно-зустрічного удару по стратегічних силах і населеним пунктам агресора) така система не підходить. Причиною цього є мала кількість таких МБР (та їх ББ відповідно), які будь-яка ядерна держава може дозволити собі розгорнути. Крім того, МБР на мобільних ґрунтових ракетних комплексах вкрай вразливі на маршруті патрулювання, на відміну від МБР з ШПУ.

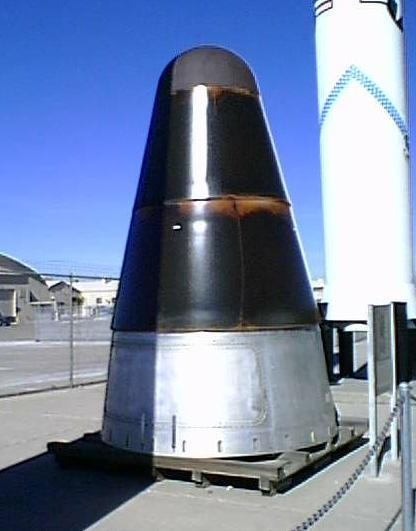
Бойовий блок Мк 6 ракети LGM-25C Titan II
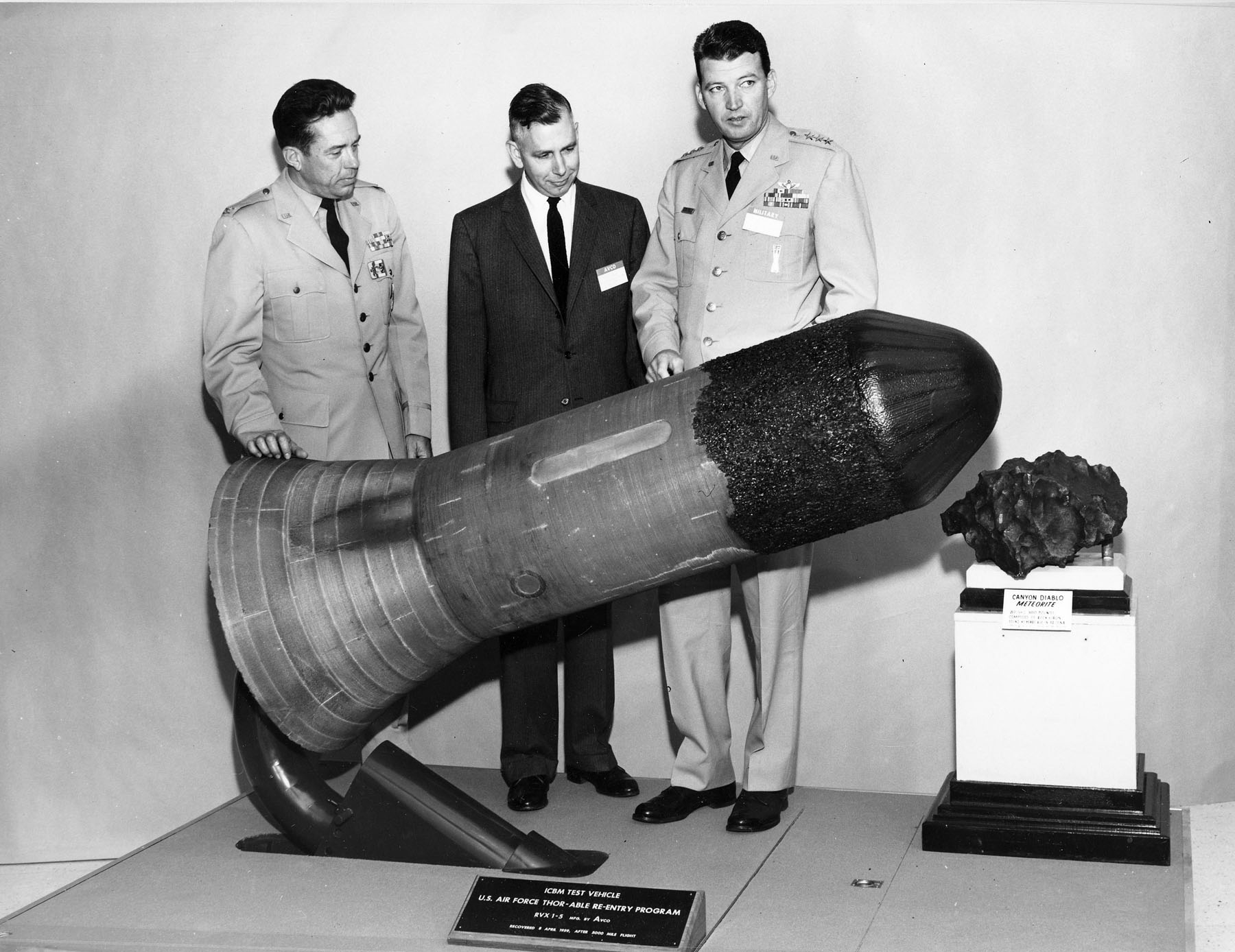
Обгорілий після проходження щільних шарів атмосфери прототип бойового блоку американської МБР
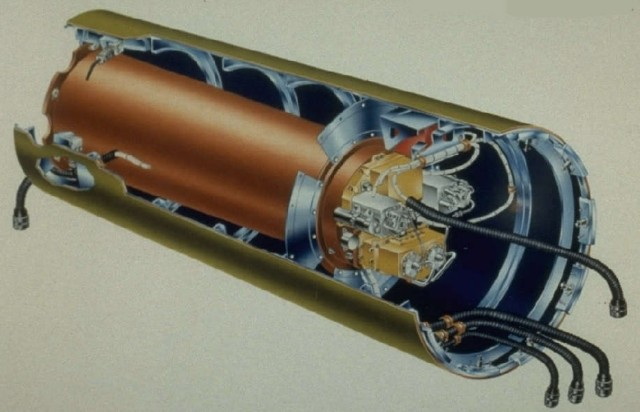
Боєголовка W85 маневруючого бойового блоку ракети Першинг 2 (знята головна частина з системою радіолокаційного наведення по картах місцевості)

## Класифікація відокремлюваних головних частин балістичних ракет

### Моноблочна головна частина
Моноблочною називається відокремлювана головна частина, що оснащується тільки одним бойовим блоком. Історично перші стратегічні ракети були з моноблоковими головними частинами. Пов'язано це було, в першу чергу, з недосконалістю технічного розвитку. Низька точність ракет (параметр, що характеризує промах — КВО — становив кілька кілометрів) приводила до необхідності використання ядерного боєзаряду великої потужності. Враховуючи недосконалість вже самої конструкції боєзаряду, виходив бойовий блок великих розмірів і маси (до 2-3 тонн). Тому більше одного бойового блоку на ракету помістити було складно.
Представники боєприпасів:
- МБР:  Р-7 · УР-100 · Р-36 ;  HGM-16 Atlas · HGM-25A Titan I · LGM-25C Titan II · LGM-30A Minuteman-I · LGM-30F Minuteman-II
- БРПЧ:  Р-21 · Р-27 · Р-29;  Polaris A1 · Polaris A2

### Роздільна головна частина (РГЧ)

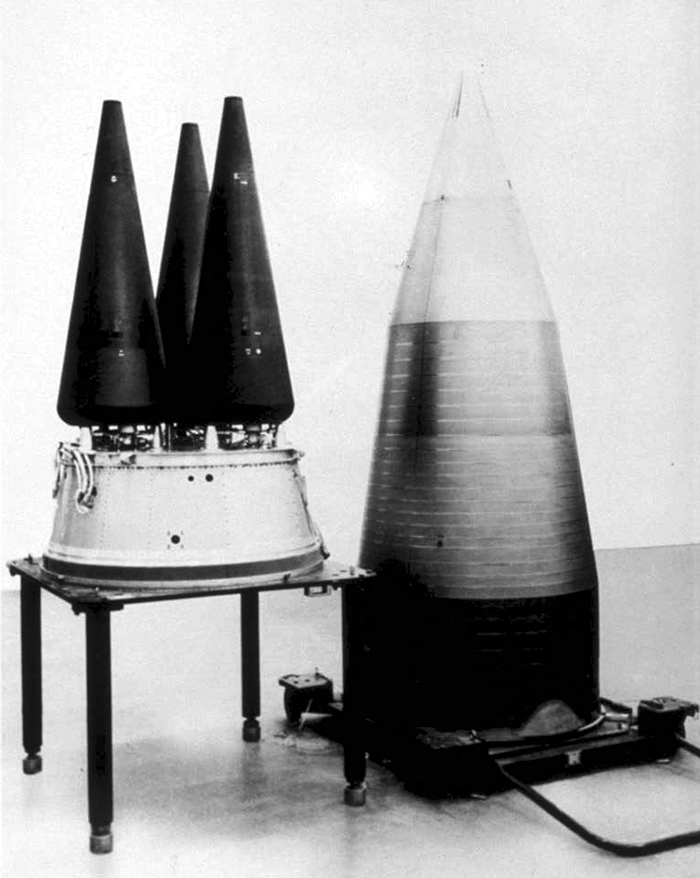
Зліва — три бойових блоки W78/Mk12A встановлені на платформі ракети LGM-30G Minuteman-III, праворуч — обтічник головної частини

Траєкторія польоту ракети LGM-30G Minuteman-III з головною частиною, що розділяється з блоками індивідуального наведення
1) старт; 2) відділення головного обтічника; 3) робота другого ступеня ракети; 4) робота 3 ступеня; 5 та 6) розведення бойових блоків; 7) вхід ББ до атмосфери; 8) ураження цілі

Дуже швидко прогрес у системах управління (Інерціальна навігація) і ядерних боєзарядів призвів до того, що КВО (а відповідно й потужність заряду) знизився. Також стали більш компактними конструкції самих бойових блоків. У результаті маса бойового блоку потужністю 200—500Кт стала близько 300—500 кг. Як тільки з'явилася можливість, відразу ж почали опрацьовуватися варіанти розміщення декількох бойових блоків на одній ракеті.

#### РГЧ розсіювального типу
(англ. MRV - Multiple Reentry vehicle)
При проектуванні даного типу РГЧ конструктори зіткнулися з технічною складністю: для того, щоб бойові блоки не падали в одну точку, кожен з них має виводитись на потрібну траєкторію. Найпростішим технічним рішенням стала РГЧ розсіювального типу. В ній бойові блоки розштовхувалися бойовим ступенем при відстрілі в різні сторони з певною швидкістю. Система керування могла забезпечити в такому випадку точне наведення тільки одного блоку або їх «центру». І блоки при цьому розлучалися на порівняно невелику відстань. Тому це рішення було тимчасовим і застосовувалося недовго.
Представники боєприпасів:
- БРПЧ:  Р-27У;  UGM27C Поларіс A3

#### РГЧ з блоками індивідуального наведення (РГЧ ІН)
(англ. MIRV - Multiple independently targetable reentry vehicle).
Основні зусилля конструкторів були скеровані на створення поділюваних головних частин з блоками індивідуального наведення (РГЧ ІН). При цій схемі в конструкції ракети застосовувався спеціальний ступінь розведення. Він складалася з системи управління і наведення, і оснащувалася власними маршовими та кермовими двигунами. Основне завдання ступеню розведення — виведення бойових блоків на свої траєкторії. Найпростішим варіантом розведення є ситуація, коли всі цілі блоків лежать на одній прямій і тоді їм просто потрібно надати різну швидкість. Після відділення останнього маршового ступеню балістичної ракети, ступінь розведення маневруючи виходить на траєкторію першого бойового блоку та ініціює його відділення. Потім здійснює маневр, розгін, орієнтацію і відстріл другого блоку. Така операція повторюється для усіх бойових блоків.
Кількість бойових блоків, що розміщуються у складі РГЧ ІН, обмежена, в основному, максимальним корисним навантаженням ракети та часом роботи ступеня розведення. Мінімально ракета з РГЧ ІН може нести один бойовий блок (у такому варіанті зараз стоять на чергуванні американські LGM-30G Minuteman-III). Максимальна кількість бойових блоків, що може нести американська БРПЧ UGM-133A Трайдент II D5 — 14 шт W76/Mk4. Під час холодної війни найбільш оптимальним вважалося розміщення 10 бойових блоків на одній ракеті. На даний момент у результаті договорів з роззброєння кількість бойових блоків на сухопутних БР обмежена одним бойовим блоком, а для БРПЧ — вісьмома. Реально, з урахуванням обмеження загальної кількості боєзарядів на БРПЧ, зараз стоїть у середньому близько чотирьох бойових блоків.
Представники боєприпасів:
- МБР:  УР-100Н · МР УР-100 · Р-36М · РТ-23 УТТХ · РС-24;  LGM-30G Minuteman-III · LGM-118A Peacekeeper (MX)
- БРПЧ:  Р-39 · Р-29РМ · Р-29РМУ2 · Р-30 Булава;  UGM73A Посейдон C3 · UGM-96A Трайдент I С4 · UGM-133A Трайдент II D5